# Beruri
Beruri är en kommun i Brasilien.   Den ligger i delstaten Amazonas, i den nordvästra delen av landet, 2 000 km nordväst om huvudstaden Brasília. Antalet invånare är 15 500.
I omgivningarna runt Beruri växer i huvudsak städsegrön lövskog. Trakten runt Beruri är nära nog obefolkad, med mindre än två invånare per kvadratkilometer.